# NGC 5004
NGC 5004 est une galaxie lenticulaire située dans la constellation de la Chevelure de Bérénice. Sa vitesse par rapport au fond diffus cosmologique est de 7 305 ± 18 km/s, ce qui correspond à une distance de Hubble de 107,7 ± 7,6 Mpc (∼351 millions d'al). NGC 5004 a été découverte par l'astronome germano-britannique William Herschel en 1785.
À ce jour, trois mesures non basées sur le décalage vers le rouge (redshift) donnent une distance de 89,800 ± 7,361 Mpc (∼293 millions d'al), ce qui est à l'extérieur des valeurs de la distance de Hubble. Notons que c'est avec la valeur moyenne des mesures indépendantes, lorsqu'elles existent, que la base de données NASA/IPAC calcule le diamètre d'une galaxie et qu'en conséquence le diamètre de NGC 5004 pourrait être d'environ 50,1 kpc (∼163 000 al) si on utilisait la distance de Hubble pour le calculer.

## Supernova
La supernova SN 1976A a été découverte dans NGC 5004 le 28 février 1976 l'astronome hongrois Miklós Lovas. Le type de cette supernova n'a pas été déterminé.